# マリーナ・エラコビッチ
マリーナ・エラコビッチ（Marina Erakovic, 1988年3月6日 - ）は、ニュージーランドの女子プロテニス選手。クロアチア・スプリト出身。WTAツアーでシングルス1勝、ダブルス8勝を挙げた。自己最高ランキングはシングルス39位、ダブルス25位。身長174cm、体重65kg。右利き、バックハンド・ストロークは両手打ち。

## 来歴
6歳のときに一家でニュージーランドに移住しテニスを始める。ジュニア時代は2004年全米オープンジュニア女子ダブルスでミハエラ・クライチェクと、2005年全豪オープンジュニア女子ダブルスでビクトリア・アザレンカと組んで優勝している。
2005年にプロに転向。
4大大会では2008年全仏オープンで初出場した。シングルスでは3回戦進出が最高成績である。ダブルスでは2011年ウィンブルドン選手権でタマリネ・タナスガーンと組んでベスト4に進出している。
2013年2月のメンフィス大会では決勝でザビーネ・リシキに 6–1で第1セットを取った後にリシキが途中棄権したことにより優勝しWTAシングルス初優勝を果たした。
エラコビッチは北京五輪とロンドン五輪の2大会でオリンピックに出場している。北京では1回戦で日本の森田あゆみに 7-5, 6-7(7), 4-6 で、ロンドンでは1回戦でカナダのアレクサンドラ・ウォズニアクに 2-6, 1-6 で敗れ初戦で敗退している。
エラコビッチは2017年11月ウェーコでのサーキット大会に出場したのが最後になり、2018年に30歳で現役を引退した。

## WTAツアー決勝進出結果

### シングルス: 5回 (1勝4敗)
| 大会グレード          | 大会グレード                 |
| 2008年以前            | 2009年以後                   |
| --------------------- | ---------------------------- |
| グランドスラム (0–0)  |                              |
| WTAファイナルズ (0–0) |                              |
| ティア I (0–0)        | プレミア・マンダトリー (0-0) |
| ティア I (0–0)        | プレミア5 (0-0)              |
| ティア II (0–0)       | プレミア (0–0)               |
| ティア III (0–0)      | インターナショナル (1-4)     |
| ティア IV ＆ V (0–0)  | インターナショナル (1-4)     |

| 結果   | No. | 決勝日        | 大会               | サーフェス        | 対戦相手                         | スコア        |
| ------ | --- | ------------- | ------------------ | ----------------- | -------------------------------- | ------------- |
| 準優勝 | 1.  | 2011年9月18日 | ケベック・シティー | カーペット (室内) | バルボラ・ザフラボバ・ストリコバ | 6–4, 1–6, 0–6 |
| 準優勝 | 2.  | 2012年2月25日 | メンフィス         | ハード (室内)     | ソフィア・アルビドソン           | 3–6, 4–6      |
| 優勝   | 1.  | 2013年2月23日 | メンフィス         | ハード (室内)     | ザビーネ・リシキ                 | 6–1, 途中棄権 |
| 準優勝 | 3.  | 2013年9月15日 | ケベック・シティー | カーペット (室内) | ルーシー・サファロバ             | 4–6, 3–6      |
| 準優勝 | 4.  | 2016年4月30日 | ラバト             | クレー            | ティメア・バシンスキー           | 2–6, 1–6      |

### ダブルス: 16回 (8勝8敗)
| 結果   | No. | 決勝日         | 大会               | サーフェス    | パートナー                   | 対戦相手                                              | スコア                 |
| ------ | --- | -------------- | ------------------ | ------------- | ---------------------------- | ----------------------------------------------------- | ---------------------- |
| 準優勝 | 1.  | 2008年5月24日  | イスタンブール     | クレー        | ポロナ・ヘルツォグ           | ジル・クレイバス オリガ・ゴボツォワ                   | 1–6, 2–6               |
| 優勝   | 1.  | 2008年6月20日  | スヘルトーヘンボス | 芝            | ミハエラ・クライチェク       | リガ・デクメイエレ アンゲリク・ケルバー               | 6–3, 6–2               |
| 優勝   | 2.  | 2008年10月4日  | 東京               | ハード        | ジル・クレイバス             | 森田あゆみ 中村藍子                                   | 4–6, 7–5, [10–6]       |
| 優勝   | 3.  | 2008年10月26日 | ルクセンブルク     | ハード (室内) | ソラナ・チルステア           | ベラ・ドゥシェビナ マリヤ・コリツェワ                 | 2–6, 6–3, [10–8]       |
| 優勝   | 4.  | 2010年2月14日  | パタヤ             | ハード        | タマリネ・タナスガーン       | アンナ・チャクベタゼ クセーニャ・ペルバク             | 7–5, 6–1               |
| 準優勝 | 2.  | 2010年7月24日  | ポルトロス         | ハード        | アンナ・チャクベタゼ         | マリア・コンドラチェワ ブラディミラ・ウーリロバ       | 4–6, 6–2, [7–10]       |
| 準優勝 | 3.  | 2011年1月8日   | オークランド       | ハード        | ソフィア・アルビドソン       | クベタ・ペシュケ カタリナ・スレボトニク               | 3–6, 0–6               |
| 優勝   | 5.  | 2011年10月16日 | リンツ             | ハード (室内) | エレーナ・ベスニナ           | ユリア・ゲルゲス アンナ＝レナ・グローネフェルト       | 7–5, 6–1               |
| 準優勝 | 4.  | 2012年1月14日  | ホバート           | ハード        | 荘佳容                       | イリーナ＝カメリア・ベグ モニカ・ニクレスク           | 7–6(4), 6–7(4), [5–10] |
| 優勝   | 6.  | 2012年7月16日  | スタンフォード     | ハード        | ヘザー・ワトソン             | ヤルミラ・ガイドソバ バニア・キング                   | 7–5, 7–6(7)            |
| 優勝   | 7.  | 2012年8月25日  | ダラス             | ハード        | ヘザー・ワトソン             | リガ・デクメイエレ イリーナ・ファルコニ               | 6–3, 6–0               |
| 準優勝 | 5.  | 2013年5月11日  | マドリード         | クレー        | カーラ・ブラック             | アナスタシア・パブリュチェンコワ ルーシー・サファロバ | 2–6, 4–6               |
| 準優勝 | 6.  | 2013年5月25日  | ストラスブール     | クレー        | カーラ・ブラック             | クルム伊達公子 シャネル・シェパーズ                   | 4–6, 6–3, [12–14]      |
| 準優勝 | 7.  | 2013年6月16日  | バーミンガム       | 芝            | カーラ・ブラック             | アシュリー・バーティ ケーシー・デラクア               | 5–7, 4–6               |
| 優勝   | 8.  | 2014年6月20日  | スヘルトーヘンボス | 芝            | アランチャ・パラ・サントンハ | ミハエラ・クライチェク クリスティナ・ムラデノビッチ   | 0-6, 7-6(5), [10-8]    |
| 準優勝 | 8.  | 2014年8月23日  | ニューヘイブン     | ハード        | アランチャ・パラ・サントンハ | シルビア・ソレル＝エスピノサ アンドレヤ・クレパーチ   | 5–7, 6–4, [7–10]       |

## 4大大会シングルス成績
略語の説明
| W | F | SF | QF | #R | RR | Q# | LQ | A | Z# | PO | G | S | B | NMS | P | NH |

W=優勝, F=準優勝, SF=ベスト4, QF=ベスト8, #R=#回戦敗退, RR=ラウンドロビン敗退, Q#=予選#回戦敗退, LQ=予選敗退, A=大会不参加, Z#=デビスカップ/BJKカップ地域ゾーン, PO=デビスカップ/BJKカッププレーオフ, G=オリンピック金メダル, S=オリンピック銀メダル, B=オリンピック銅メダル, NMS=マスターズシリーズから降格, P=開催延期, NH=開催なし.
| 大会           | 2005 | 2006 | 2007 | 2008 | 2009 | 2010 | 2011 | 2012 | 2013 | 2014 | 2015 | 2016 | 2017 | 通算成績 |
| -------------- | ---- | ---- | ---- | ---- | ---- | ---- | ---- | ---- | ---- | ---- | ---- | ---- | ---- | -------- |
| 全豪オープン   | A    | A    | LQ   | LQ   | 2R   | 1R   | LQ   | 2R   | 1R   | 2R   | 1R   | LQ   | 1R   | 3–7      |
| 全仏オープン   | A    | LQ   | LQ   | 2R   | A    | A    | 1R   | 1R   | 3R   | 2R   | 1R   | LQ   | 1R   | 4–7      |
| ウィンブルドン | A    | A    | LQ   | 3R   | A    | LQ   | 2R   | 2R   | 3R   | 1R   | 1R   | 3R   | 1R   | 8–8      |
| 全米オープン   | LQ   | A    | LQ   | 1R   | A    | A    | 1R   | 1R   | 1R   | 2R   | 1R   | LQ   | LQ   | 1–6      |